# Vrisnik
Vrisnik falu Horvátországban, Hvar szigetén. Közigazgatásilag Jelsához tartozik.

## Fekvése
Splittől 43 km-re délkeletre, Jelsától 4 km-re délnyugatra, a Hvar sziget középső részén, annak a dombnak a lejtőin fekszik, melynek tetején plébániatemploma áll. Szőlő- és olajfaültetvények övezik. 

## Története
A települést a szomszédos Pitve lakói népesítették be a 14. században. Neve a csarab növénynév horvát "vrijes" alakjából származik. Lakói az állattenyésztés mellett főként szőlő-, olíva- és levendula termesztéssel foglalkoztak. A 15. században a Velencei Köztársaság uralma alá került. Plébániatemploma a 17. században épült. A velencei uralomnak 1797-ben vége szakadt és osztrák csapatok vonultak be Dalmáciába. 1806-ban a sziget az osztrákokat legyőző franciák uralma alá került, de Napóleon lipcsei veresége után újra az osztrákoké lett. 1857-ben 453, 1910-ben 606 lakosa volt. A település 1918-ban az új szerb-horvát-szlovén állam, majd később Jugoszlávia része lett. A II. világháború után a szocialista Jugoszláviához került. 1991-től a független Horvátország része. 2011-ben 190 lakosa volt.

## Népesség
| Lakosság változása | Lakosság változása | Lakosság változása | Lakosság változása | Lakosság változása | Lakosság változása | Lakosság változása | Lakosság változása | Lakosság változása | Lakosság változása | Lakosság változása | Lakosság változása | Lakosság változása | Lakosság változása | Lakosság változása | Lakosság változása |
| ------------------ | ------------------ | ------------------ | ------------------ | ------------------ | ------------------ | ------------------ | ------------------ | ------------------ | ------------------ | ------------------ | ------------------ | ------------------ | ------------------ | ------------------ | ------------------ |
| 1857               | 1869               | 1880               | 1890               | 1900               | 1910               | 1921               | 1931               | 1948               | 1953               | 1961               | 1971               | 1981               | 1991               | 2001               | 2011               |
| 453                | 491                | 572                | 620                | 708                | 606                | 657                | 569                | 455                | 311                | 308                | 274                | 257                | 240                | 215                | 190                |

## Nevezetességei
Remete Szent Antal tiszteletére szentelt plébániatemploma a falu feletti dombon áll. A templom bejárata előtt Szent Rókus kápolna található, benne a szent fából készült szobrával. A mai templom egy Szent Antalnak és Szent Katalinnak szentelt, a 14. század végén, vagy a 15. század elején épített kettős templomból alakult ki, mely a 17. századig állt. A 18. században közepén a kettős templom boltozatai lebontásra kerültek, és az épületet egyedi csúcsíves boltozattal fedték be. 1874-ben a 18. századi szentélyt és sekrestyét lebontották és egy nagy kápolnát építettek a helyére, mögötte sekrestyével. A 20. században az északi és déli homlokzat támaszfalakat kapott. A templomnak eredetileg oromzaton harangtornya volt, amelyet akkor alakítottak át, amikor a templom délnyugati sarkán új harangtornyot építettek. A harangtorony építése 1803-ban kezdődött, de csak a második világháború előtt fejeződött be. A templomtól keletre egy 1889-ben elfalazott temető található, amelynek bejárata tengelyében kő kereszt áll. A templom előtti teret négyszáz éves ciprusok szegélyezik.
A Szent Apollónia-templomot először 1603-ban említik. A templomot 1769-ben barokk stílusban építették át, majd 1900-ban is megújították, de állapota ma is elhanyagolt. A templom hajója négyszögletes alaprajzú, széles oldala a főhomlokzat felé néz, keresztboltozattal és négyszögletes apszissal rendelkezik. A templom nyugat-keleti tájolású, faragott kőtömbökből épült, teljes hosszában természetes sziklán fekszik.

## Kultúra
Hagyományos kulturális és vallási eseménye a „Za kiržen” nevű éjszakai körmenet, melyre nagycsütörtökön kerül sor. Az esemény tulajdonképpen hat körmenet, melyet a sziget középső részének hat plébániatemplomából egyidejűleg indítanak este 10 és reggel 7 óra között. A körmenetek reggelre a kiindulási helyükre térnek vissza. Az éjszakai körmeneten a hívek mintegy 25 km-t tesznek meg csöndben meditálva és imádkozva. Az eseményen Vrbanj, Vrboska, Jelsa, Pitve, Vrisnik és Svirče plébániái vesznek részt. 2010-ben az UNESCO felvette a világ kulturális örökségének listájára.